# Aquitains
Pour les articles homonymes, voir Aquitain (homonymie).
Les Aquitains, parfois qualifiés de proto-basques,,,, sont un ensemble de peuples protohistoriques et antiques situés entre les Pyrénées occidentales, la rive gauche de la Garonne et l'océan Atlantique.
Selon de nombreux linguistes, leur langue, l'aquitain, est apparentée à celle des Vascons, ancêtres des Gascons et des Basques comme une partie des autres peuples aquitains. 

## Présentation
Selon le géographe grec Strabon, les Aquitains « diffèrent des peuples celtiques tant par leur constitution physique que par la langue qu'ils parlent, et ressemblent davantage aux Ibères ». Il ajoute qu'« on compte plus de vingt peuples aquitains, tous faibles et obscurs ».
Les Aquitains vivaient de l'élevage de brebis, de vaches et de chevaux. Ils pratiquaient l'agriculture depuis le néolithique. Ceux qui habitaient les vallées pyrénéennes pratiquaient la transhumance à travers la péninsule ibérique, ceux de l'intérieur de la Gascogne vivaient de l'agriculture du blé. On sait qu'ils connaissaient la fabrication du fer et le travail de l'or et de l'argent (les Tarbelli de Chalosse)[réf. nécessaire].
Probablement peu belliqueux[réf. nécessaire], ils ne formaient pas une unité politique avant l'arrivée des Romains, ce qui facilita la victoire de ces derniers, soit par influence ou menace militaire, soit en écrasant les tribus qui résistèrent. Jules César remarque qu'ils s'apparentaient plus à des Ibères qu'à des Gaulois.
Ayant une « indépendance relative », par-delà les Romains, cette volonté d'autonomie se manifestera par la suite avec les Wisigoths et les Francs avec la création sous tutelle de la Novempopulanie puis du duché de Vasconie ou en association avec les Vascons avec la Vasconie.
On a souvent écarté l'affiliation aux Ibères au milieu du XXe siècle, après les travaux de Bosch-Gimpera en 1925, puis de Caro Baroja, confirmés par Gerhard Bähr,. Depuis ces dernières décennies, l'hypothèse basco-ibère est reprise sérieusement,.

## Aquitains et langue basque

### Témoignages
Le géographe grec antique Strabon les distingue des Gaulois tant par leur type physique que par leur langue. Il les rapproche des Ibères. Si un lien avec l'Hispanie préromane est incontestable, leur langue est couramment distinguée de celle des Ibères, bien qu'il ne nous reste que quelques traces de l'ibère avec des mots concordants (l'argument principal étant qu'on ne saurait en dire plus) mais la piste est logiquement défendue, serait-ce en variété linguistique,.
L'antique région court jusqu'à l'Èbre espagnole, avec la tribu des Jacetani (qui sonnent comme « Aquitani » avec des variations phonologiques) autour de la ville de Jaca. La Jacétanie est toujours le nom d'une comarque espagnole.

En orange, les peuples supposés proto-basques.

Les témoignages de la langue des Aquitains sont principalement des inscriptions sur des dalles funéraires romano-aquitaines, où figure ce qui semble être des noms de divinités ou de personnes. Ces noms s'avèrent analysables par le basque actuel. Cela a conduit de nombreux philologues et linguistes à conclure que l'aquitain a été étroitement lié à une forme plus ancienne de la langue basque. Joint à d'autres indices toponymiques, le fait que, au haut Moyen Âge (du IIIe au XIIe siècle), la région ait été connue sous le nom de Wasconia, toponyme qui a donné le nom de Gascogne, corrobore cette hypothèse. Les thèses de Theo Vennemann vont même jusqu'à donner un grand rôle au basque, dans toutes les langues européennes. 
La thèse d'Arnaud Etchamendy sur la « pidginisation pastorale », va par exemple relier l'étymologie du latin corpus à celle du basque gor-putz (chair-souffle). Cette dernière hypothèse est fort peu vraisemblable. Le basque gorputz est un emprunt au latin avec sonorisation régulière de la consonne initiale comme dans le cas du latin cruce(m) "croix" qui donne en basque gurutze ou cella "pièce, cellule" qui donne en basque gela.[pertinence contestée]

### Euskarisation tardive
Selon Francisco Villar Liébana, la langue basque a commencé à se diffuser depuis l'Aquitaine en direction du Pays basque actuel seulement à partir de l'époque de la République romaine et dans les siècles suivants, notamment du Ve au VIe siècle. Ainsi après avoir rappelé la quasi absence au IIIe siècle av. J.-C., sur les territoires de l'actuel Pays basque de noms basques que ce soit pour l'hydronymie, la toponymie ou l'anthroponymie, il souligne qu'à la même époque, il existait en Aquitaine une abondante anhtroponymie vasconique.
Pour lui, cet ensemble de faits est compatible avec les hypothèses qui postulent une infiltration tardive de population venant d'Aquitaine en direction du Pays basque. L'absence presque complète d'anciens noms de lieux d'étymologie vasconique serait ainsi expliquée : les locuteurs vasconiques, récemment arrivés et encore peu nombreux, n'auraient pas eu la possibilité de modifier en profondeur l'héritage toponymique avant leur arrivée. Les bascophones n'ont commencé à pénétrer dans la péninsule ibérique de l'autre côté des Pyrénées qu'à partir de l'époque de la Rome républicaine, puis ont intensifié leur présence au cours des siècles suivants.
Villar fait observer que les hydronymes de l'Aquitaine sont également connus dans d'autres régions d’Europe et sont facilement compatibles avec des étymologies indo-européennes (Argantia, Aturis, Tarnes, Sigmanos) ; et parmi les noms de lieux, beaucoup sont aussi compatibles avec des étymologies indo-européennes non gauloises ou pas nécessairement gauloises (Curianum, Aquitaine, Burdigala, Cadurci, Auscii, Eluii, Rutani, Cala- (gorris), Latusates, Cossion, Sicor, Oscide, Vesuna, etc.). En revanche, il n'y a pratiquement pas de noms, ni de série de noms, pouvant raisonnablement être expliqués par une étymologie proto-basque (Anderedon pourrait en être une).
Pour cette raison, il conclut que l'onomastique de l’Aquitaine n'est pas compatible avec la possibilité que le proto-basque y soit « l’élément primordial ». Au contraire, cela est davantage compatible avec l'hypothèse que les locuteurs de cette langue sont également arrivés tardivement en Aquitaine, alors que l'hydro-toponymie était déjà établie. Ils devaient « vasconiser » tout ou partie de la population précédente, qui a commencé à utiliser dans une large mesure l'anthroponymie vasconique. Mais la toponymie précédente est restée et le processus de vasconisation a probablement été bientôt interrompu par la celticisation puis par la romanisation.
Les ethnonymes ci-dessous, notamment en -ate, ont été évalués comme étant ligures.
Néanmoins l’aire culturelle des ligures, désignée largement sur la base des écrits des grecs de l’antiquité, premiers à écrire sur la partie sud de la France, est réduite maintenant par les historiens à une zone géographique qui va du Var au Pô, ce qui ne permet plus de déterminer que les langues ligures aient été la base de ces noms de lieux.

## Peuples principaux
- Ausques (Auscii en latin) les plus nombreux et les plus connus. Ils ont occupé les Landes, le Gers, les Hautes-Pyrénées et pratiquement toute la Vasconie, avec le centre à Illiberis (Auch). On a pu penser que la racine du mot 'euskara', nom de la langue basque, était Auscii, mais cette hypothèse, qui s'appuie sur le passage fréquent de a à e en basque (ici ausc- > eusk-), n'est pas encore définitivement retenue[19].
- Biguerres (Bigerriones en latin) en Bigorre.
- Boïates  du Pays de Buch (Lamothe près du Teich, Gironde).
- Campanii.
- Cocosates avec comme centre Cocosa (entre Dax et Bordeaux).
- Convènes (Convenae en latin), avec comme centre Lugdunum Convenarum fondée par les Romains (Saint-Bertrand-de-Comminges aujourd'hui).
- Elusates en Armagnac, ils dominaient le Condomois (Gers).
- Garoumnes (Garumni en latin) dans le Val d'Aran et dans la haute-vallée de la Garonne, avec comme centre Salardunum (Salardú).
- Lactorates (Lactoratenses en latin ?) en Lomagne, leur capitale était Lactora (Lectoure), entre Gers, et Tarn-et-Garonne.
- Sotiates au nord du Condomois et le canton de Nérac (Lot-et-Garonne), avec le centre à Sotium (Sos).
- Suburates (Sibuzates en latin ?) dans la Soule.
- Tarbelles (Tarbelli en latin) en Chalosse, avec comme centre Aquae tarbelliae (Dax).
- Tarusates dans l'actuel Tursan (dans les Landes) avec ville principale Atura (Aire-sur-Adour).
- Onesii  ou Monesi avec comme centre Onobriva (Luchon), Hautes-Pyrénées.
- Oscidates.
- Vasates du Sud-Est girondin ou Bazadais.
- Vernani en Béarn.